# ロバート・L・ブラッドショー国際空港
ロバート・L・ブラッドショー国際空港（英語：Robert L. Bradshaw International Airport）は、セントクリストファー・ネイビスの首都バセテールにある国際空港。空港名は、同国の初代首相であるロバート・ブラッドショーにちなむ。

## 概要
2004年から2006年にかけて、セントキッズ・ネイビス・アンギラ国立銀行および台湾からの1,700万ドルの融資により大規模な改修工事がなされ、最大6機同時に駐機可能となるエプロンの拡張、滑走路の完全舗装、新たな誘導路の建設などが行われた。

## 就航路線

### 国際線
| 航空会社                   | 就航地 |
| -------------------------- | --- |
| ウィンエア                 | シント・マールテン(2020年10月より運航再開予定) |
| シーボーンエアラインズ     | サンフアン(2021年1月より運休予定) |
| シルバー・エアウェイズ     | サンフアン(2020年11月より運航再開予定) |
| アメリカン航空             | マイアミ(2020年10月より運航再開予定)、ニューヨーク/JFK(2020年11月より運航開始予定)、シャーロット(2020年11月より運航開始予定)、ダラス・フォートワース(季節運航) |
| デルタ航空                 | ニューヨーク/JFK(2020年12月より運航開始予定)、アトランタ(2020年12月より運航開始予定)                                                                           |
| ユナイテッド航空           | ニューヨーク/ニューアーク(季節運航) |
| エアカナダ                 | トロント(季節運航) |
| ブリティッシュエアウェイズ | セントジョンズ、ロンドン/ガトウィック(2020年10月より運航再開予定)                                                                                              |

### 貨物便
| 航空会社                           | 就航地     |
| ---------------------------------- | ---------- |
| アメリジェット・インターナショナル | マイアミ   |
| フェデックス                       | サンフアン |